# Antipathes umbratica
Antipathes umbratica is een Antipathariasoort uit de familie van de Antipathidae. De wetenschappelijke naam van de soort is voor het eerst geldig gepubliceerd in 1996 door Opresko.